# Thaumaglossa libocharas
Thaumaglossa libocharas är en skalbaggsart som beskrevs av William James Beal 1952. Thaumaglossa libocharas ingår i släktet Thaumaglossa och familjen ängrar. Inga underarter finns listade i Catalogue of Life.